# عبدالله مصطفی
عبدالله مصطفی (انگلیسی: Abdullah Mostafa؛ زادهٔ ۶ مارس ۱۹۸۸) یک بازیکن فوتبال اهل قطر است.